# Úhoří maso

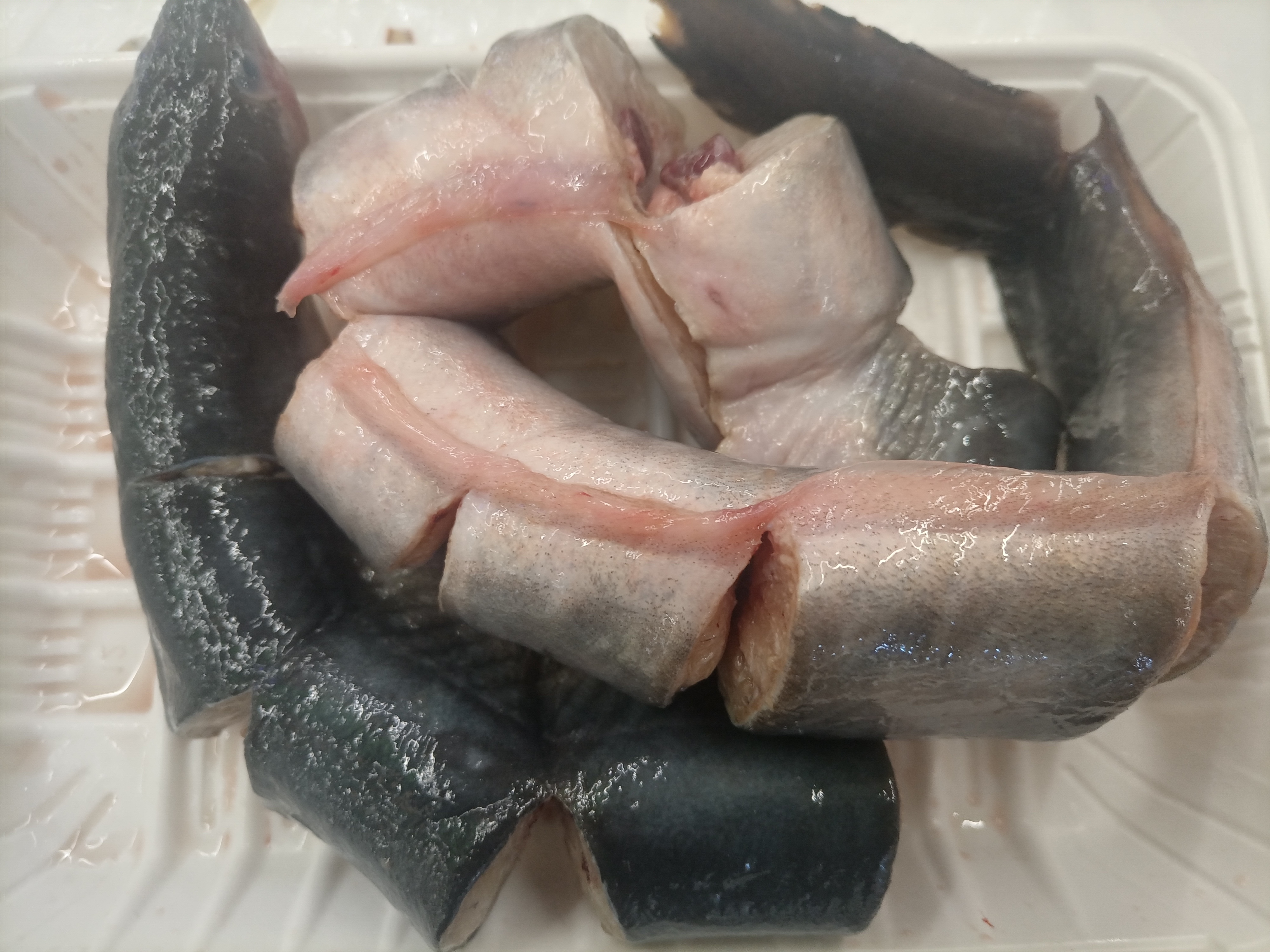
Naporcované úhoří maso

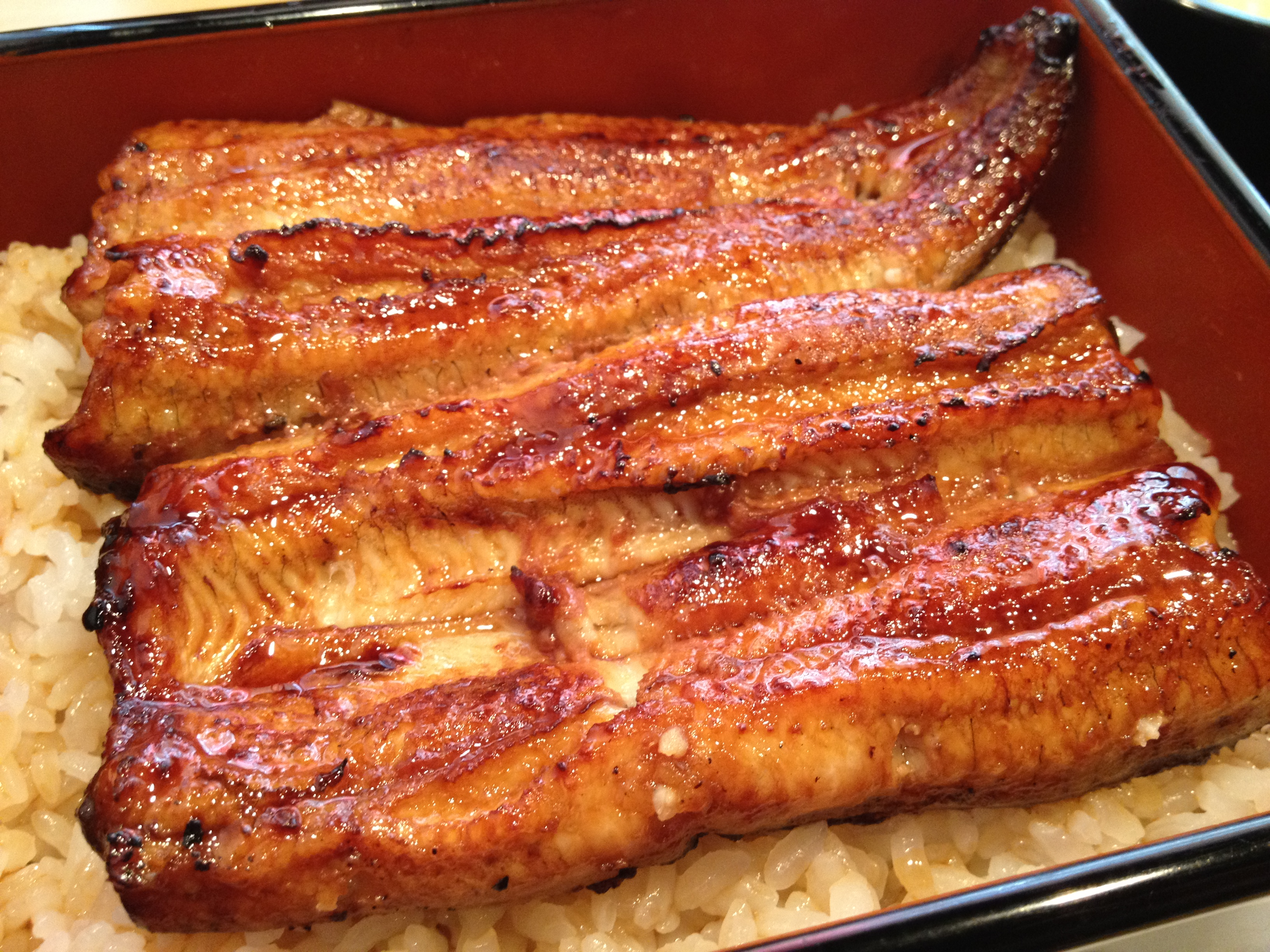
Kabayaki z úhoře

Úhoří maso je maso pocházející z úhořů, ryb které dosahují délky od pěti centimetrů do čtyř metrů. Toto maso se používá v různých kuchyních po celém světě. Více než 70 % celosvětového úlovků úhořů je spotřebováno v Japonsku. Úhoří krev je pro člověka a další savce jedovatá, obsahuje ichtyochemotoxin, ale tepelná úprava a trávicí proces tyto toxiny ničí.

## Dějiny
Úhoř byl pro obyvatele Londýna levným, výživným a snadno dostupným zdrojem potravy. Úhoř říční (Anguilla anguilla) býval v řece Temži natolik běžný, že se sítě umísťovaly proti proudu až do Londýna a úhoří maso se stalo základní surovinou chudých obyvatel tohoto města. První Eel Pie & Mash Houses byly v Londýně otevřeny v 18. století a nejstarší dochovaný obchod, M.Manze, otevřel roku 1902.

## Udržitelnost a ochrana přírody
Úhoři jsou prioritním druhem podle britského rámce pro biologickou rozmanitost po roce 2010. Úhoř říční (Anguilla anguilla) je na globálním červeném seznamu ohrožených druhů IUCN uveden jako kriticky ohrožený druh. Zatímco úhoř japonský (Anguilla japonica) a úhoř americký (Anguilla rostrata) jsou hodnoceni jako ohrožení.
V roce 2010 organizace Greenpeace International zařadila na svůj červený seznam mořských plodů úhoře amerického, úhoře říčního i úhoře japonského. "Červený seznam mořských plodů organizace Greenpeace International je seznam ryb, které se běžně prodávají v supermarketech po celém světě a u kterých existuje velmi vysoké riziko, že pocházejí z neudržitelného rybolovu.
Podle názoru vlády USA měl komerční průmysl na úhoří maso v Maine v roce 2017 hodnotu 12 milionů amerických dolarů.
Evropská unie v roce 2010 zakázala dovoz a vývoz úhoře říčního. V USA jsou jedinými státy, které mají povolen lov úhořů, Maine a Jižní Karolína, ačkoli Maine je jediný, který hlásí významný úlovek úhořů. V Japonsku je úhoř japonský chráněn úmluvou CITES a jeho lov je nelegální. Dne 4. prosince 2020 japonský parlament zavedl "zákaz dovozu nelegálních, nehlášených a neregulovaných mořských plodů".

## Pokrmy z úhořího masa

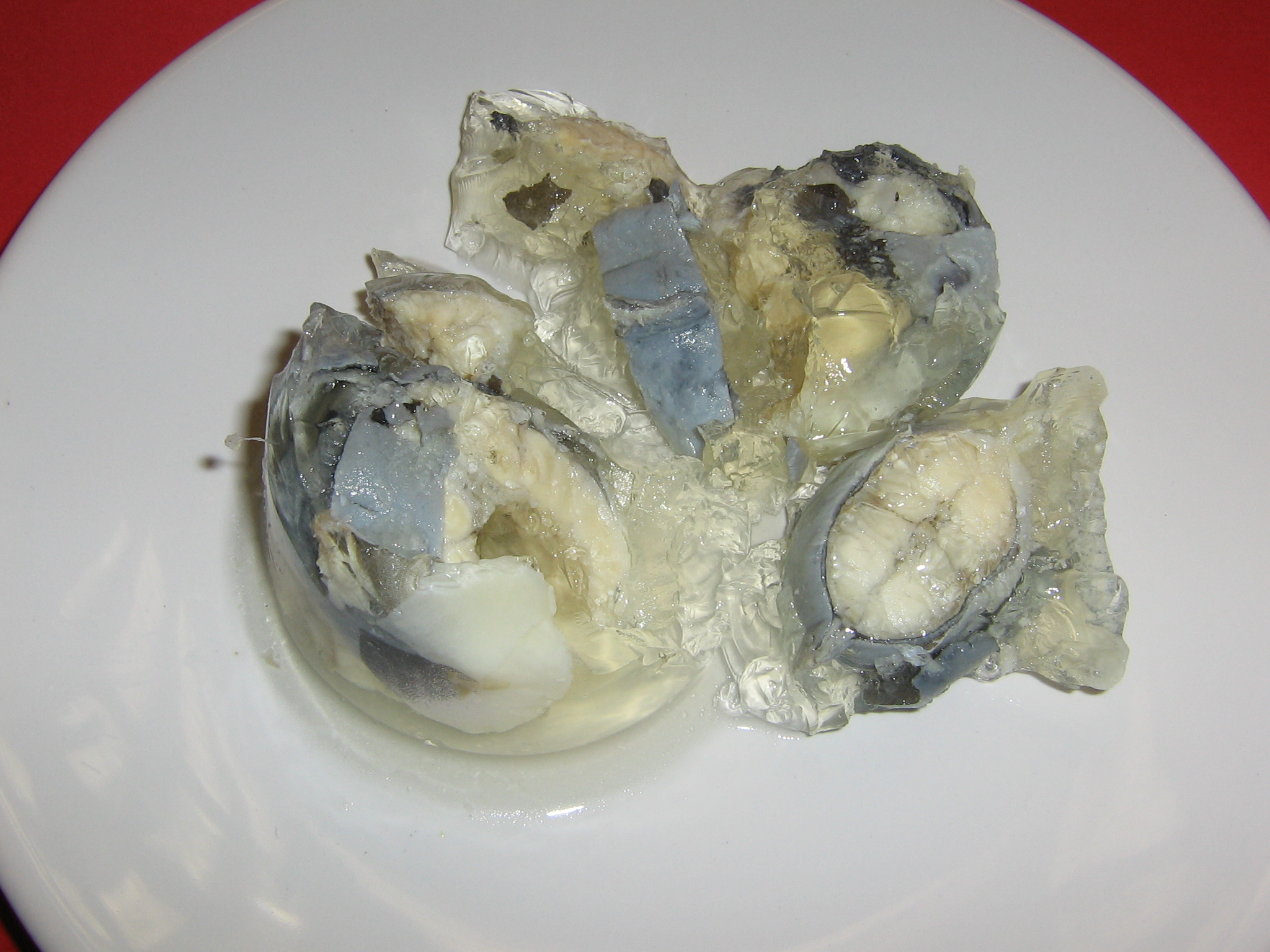
Jellied eels

Jellied eels je tradiční anglický recept pocházející z 18. století. Jídlo se skládá z nasekaných úhořů vařených ve vývaru, který se nechá vychladnout a ztuhnout, čímž se vytvoří aspik. Tento pokrm se podává studený.
Paling in 't groen je specialita z oblasti Brusel-Dendermonde-Antverpy. Jedná se o maso sladkovodních úhořů nakrájené na asi 5 cm dlouhé kousky, které se vaří v omáčce ze zelených bylinek.
V Japonsku se z úhořího masa, které je známé pod označením unagi (ウナギ), připravují pokrmy jako kabayaki či unadon. Kabayaki je typická příprava úhoře japonského (někdy i jiných ryb), kdy se ryba rozřízne na hřbetě (nebo na břiše), vykuchá se a vykostí, rozřeže se na nudle, které se nakrájí na čtvercové filety, které se napíchnou na jehlu, ponoří do sladké sójové omáčky a poté se grilují. Unadon, neboli úhoří miska, se skládá z velké mísy typu donburi, která je naplněná dušenou bílou rýží a grilovanými filety z úhoře ve stylu kabayaki.
Ve Vietnamu je připravován pokrm Miến lươn, nudlová polévka s úhořím masem, které je usmaženo ve fritéze nebo orestováno. V polévce jsou také fazolové klíčky, cibule a koriandr. Podává se v severním Vietnamu, zejména v Hanoji.

## Fotogalerie

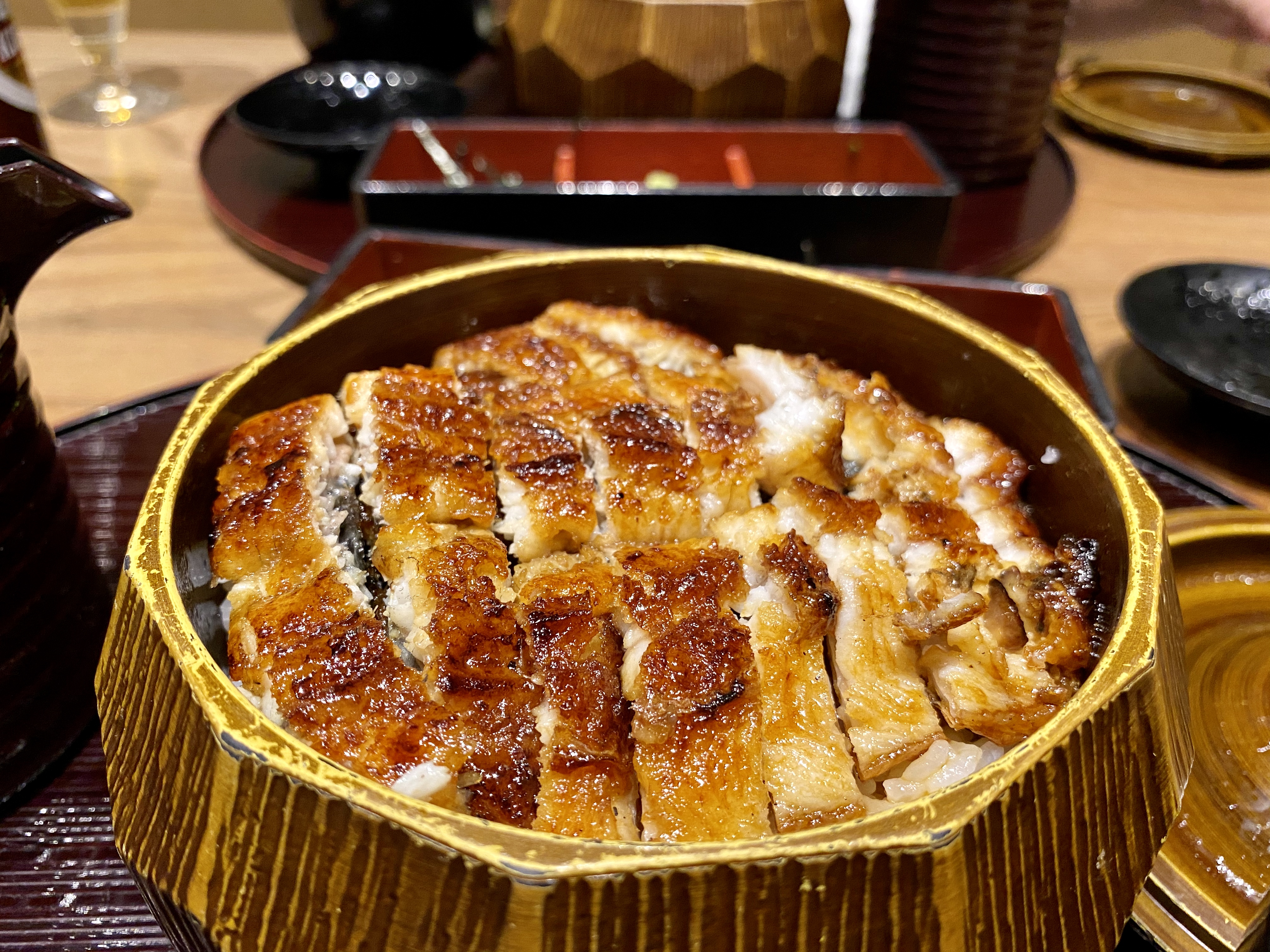
Miska rýže s grilovaným úhořím masem, Japonsko
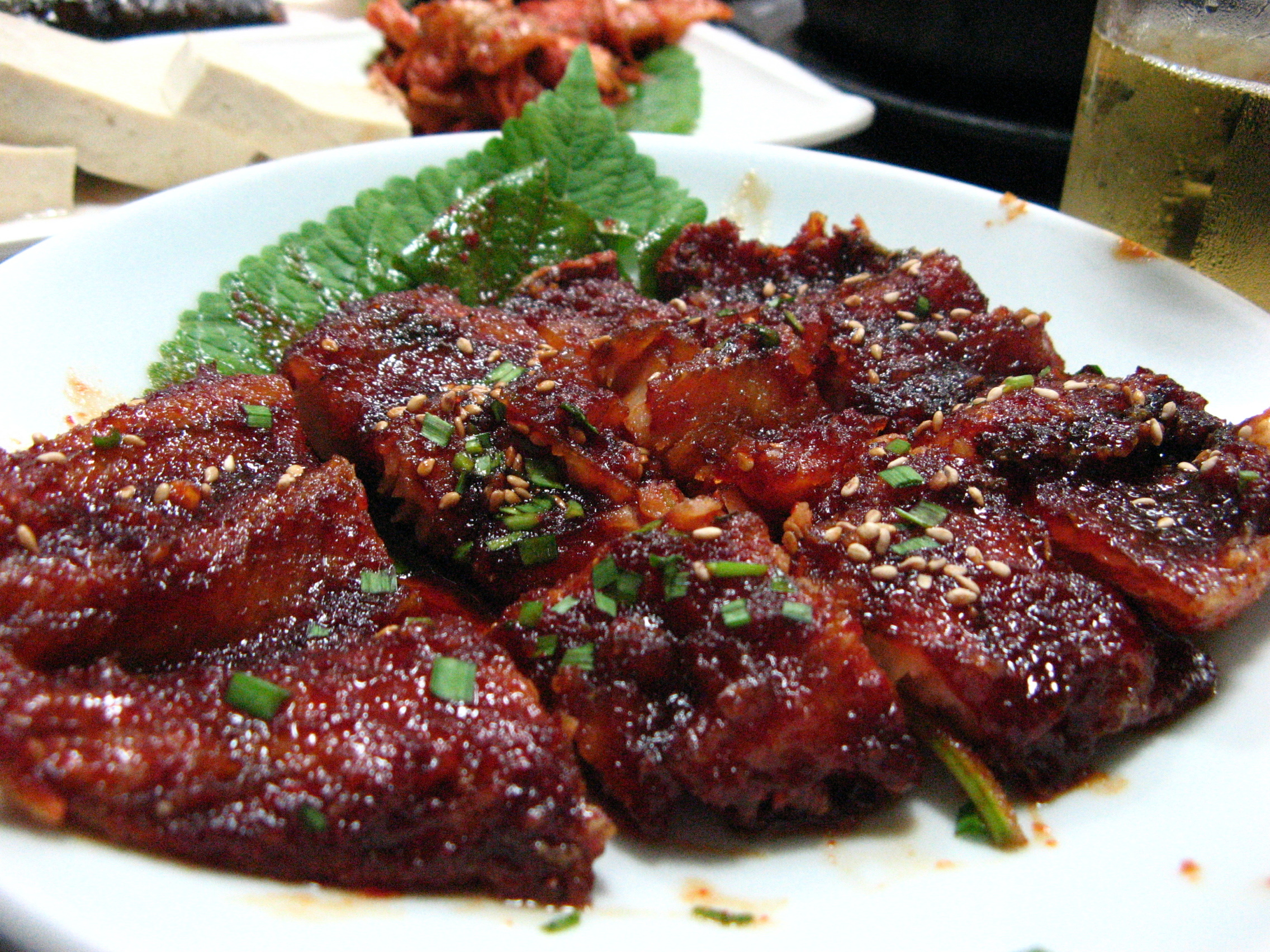
Grilované úhoří maso, Korea
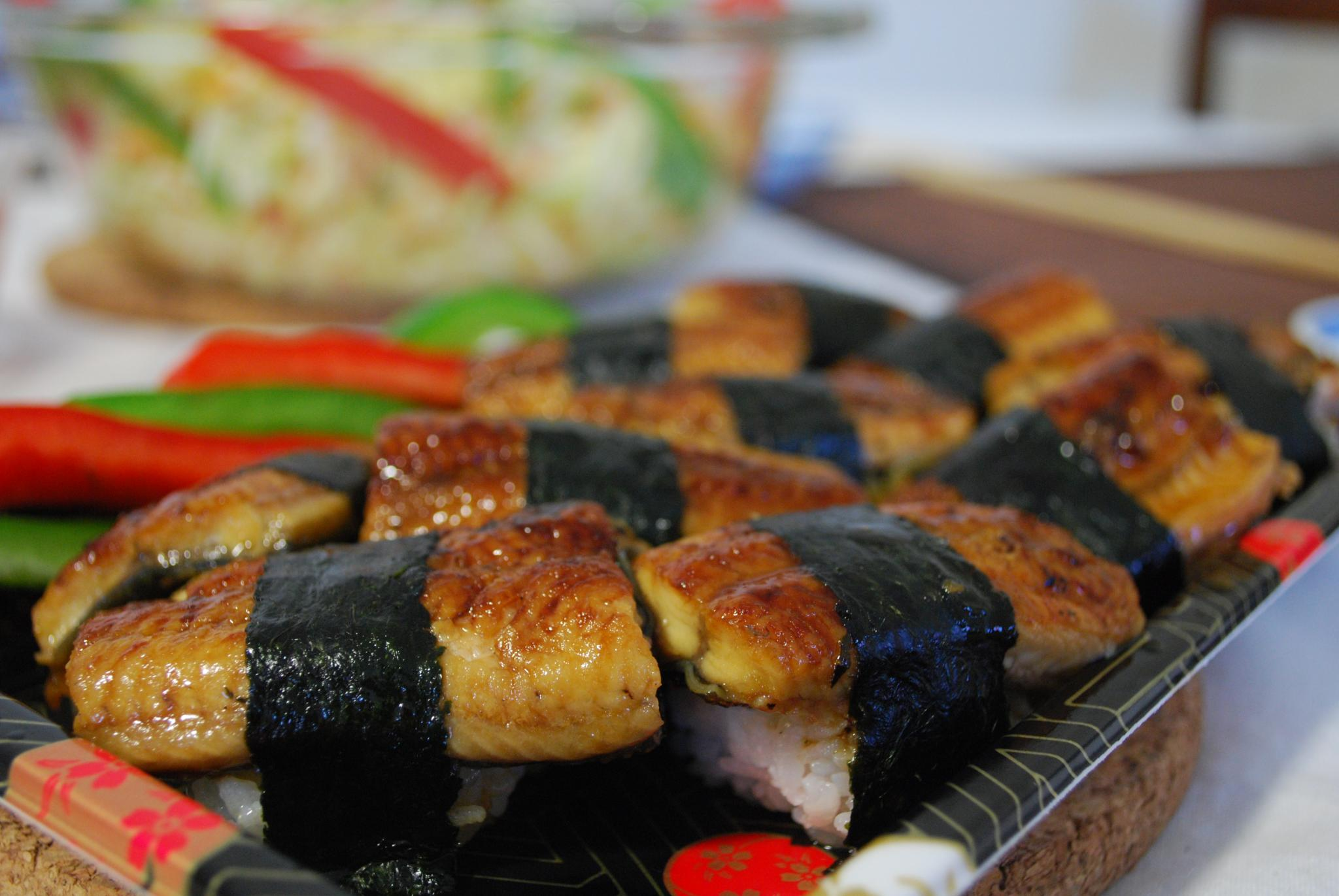
Pokrm z úhořího masa, Japonsko
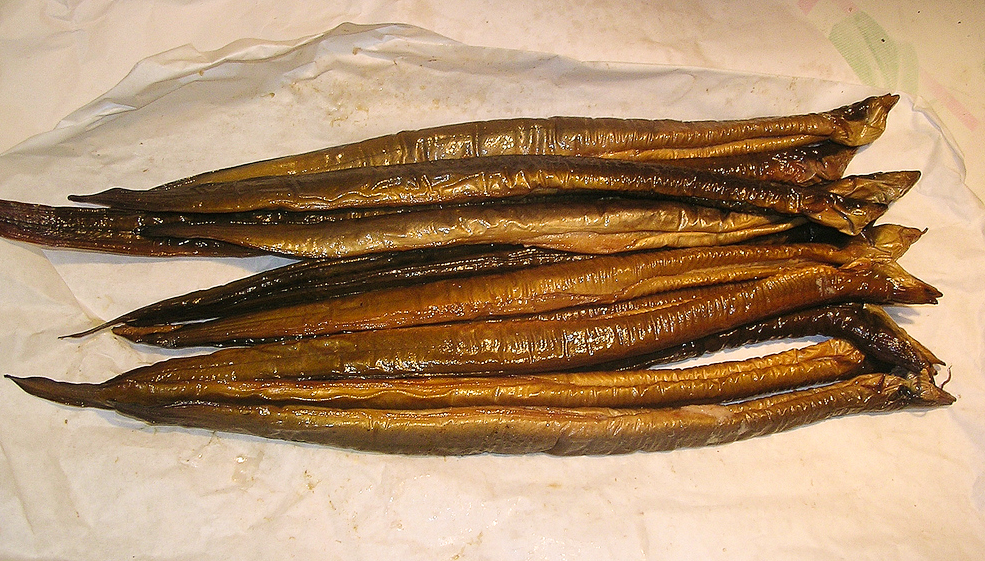
Uzení úhoři, Nizozemsko
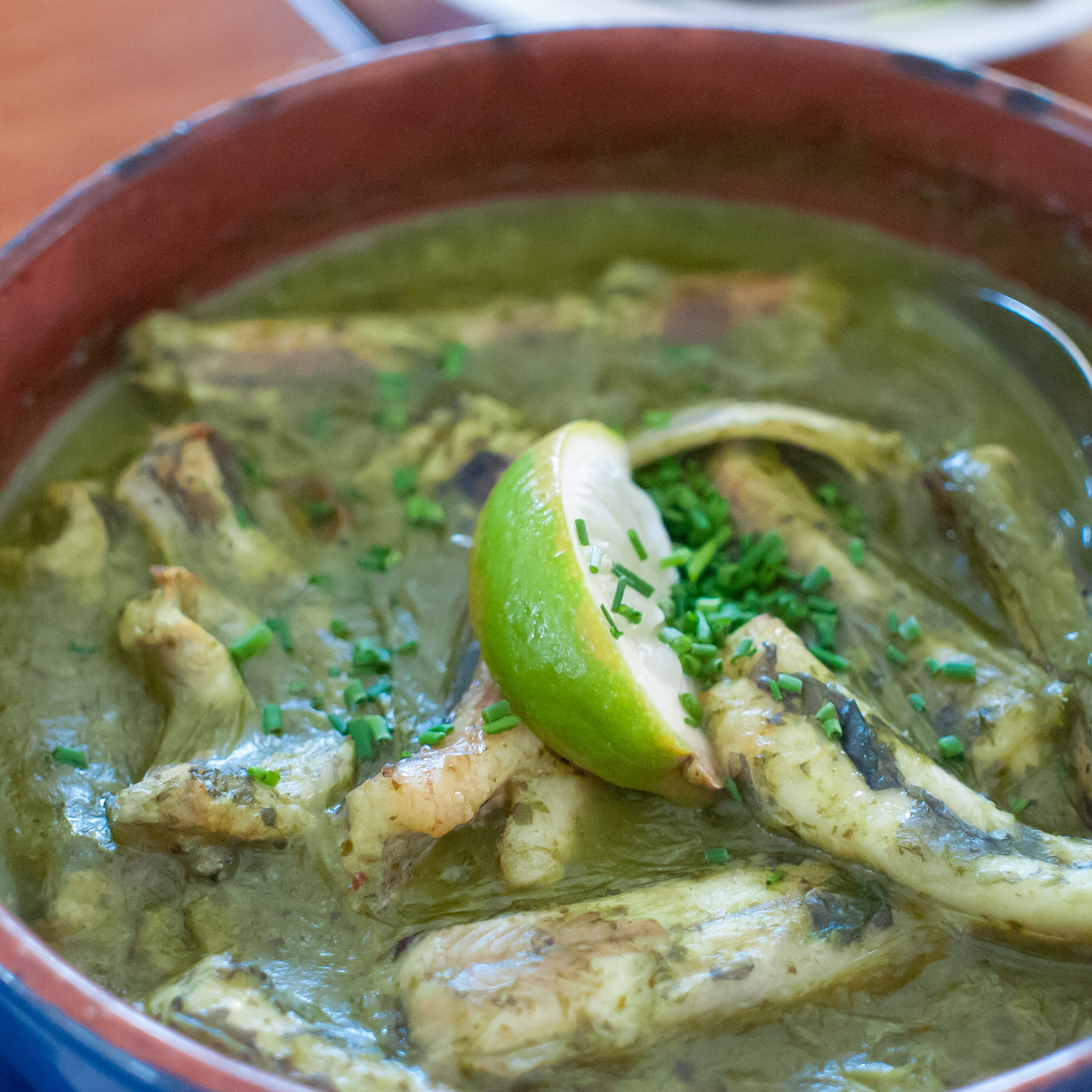
Paling in't groen